# الكرات الثلاثة

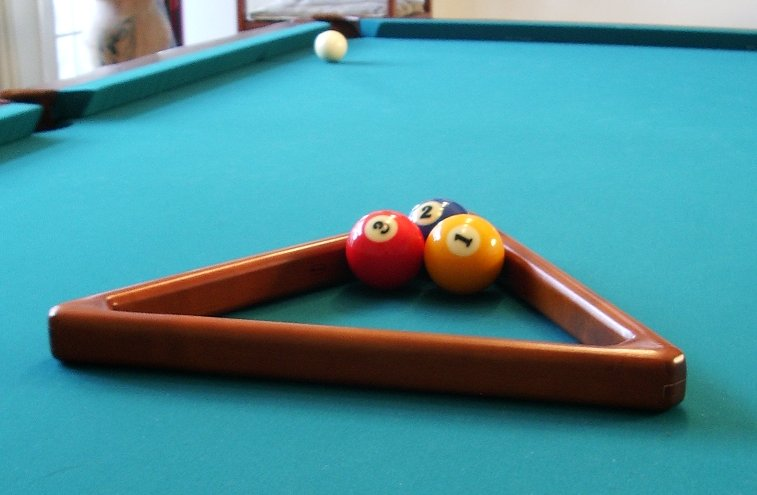
بلياردو الكرات الثلاث

بلياردو الكرات الثلاث هي أحد ألعاب البلياردو المتفرعة من قسم الألعاب ذات الطاولات التي لا تحتوي على حفر (No Pocket games)
وتقوم على مبدأ استخدام كرتك لضرب(أو لمس) إحدى الكرتين الباقيتين، ثم بضرب ثلاث حوائط(walls) على الأقل، ثم ضرب(أو لمس) الكرة الأخرى.
وتعتمد على الإستراتيجية الدقيقة والتخطيط ومهارات استخدام السبن (Side Spin).
وتوجد طريقة أخرى يستخدمها المحترفون وهي ضرب الثلاث حوائط أولاً ثم ضرب الكرتين وتحتاج دقة ومهارة أكبر حيث يحصل اللاعب على نقاط أكثر باستخدام هذه الطريقة.
وتعتبر هذه اللعبة أصعب ألعاب البلياردو.